# 小野測器

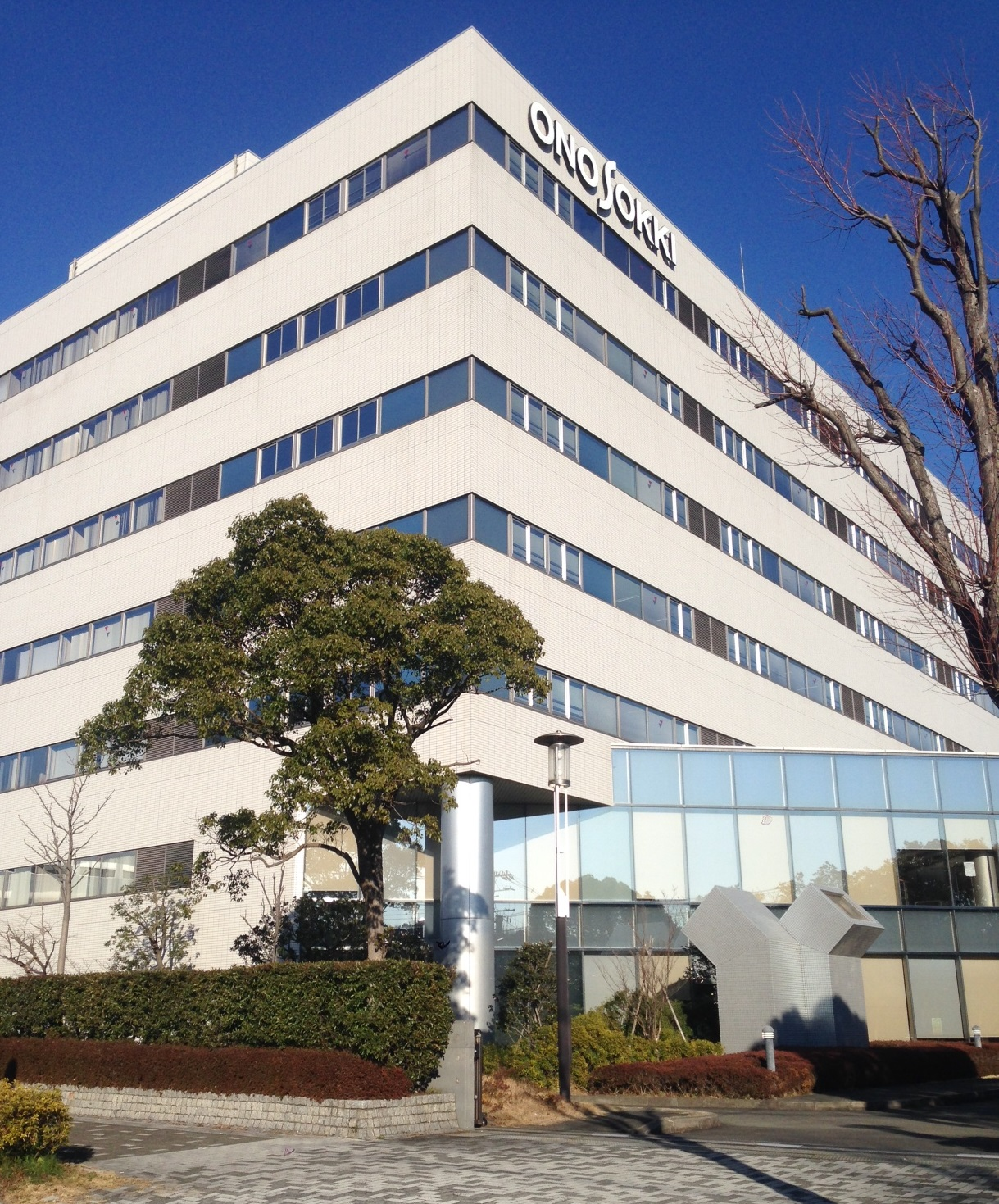
横浜テクニカルセンター

株式会社小野測器（おのそっき）は、神奈川県横浜市西区に本社を置く電気計測機器、電気応用機器、電気制御装置の製造、販売を行う企業である。

## 概要
1954年に、国内初となるジェットエンジンの回転数を計測する回転計を開発。デジタル計測機器の大手企業である。自動車、二輪車、建設機械、自動車部品業界等の特注試験装置も手掛けている。自社技術者による音響コンサルティングも行っており、横浜市のテクニカルセンター内設備に無響室、残響室などの研究設備を持つ （#研究施設を参照）。
2024年4月に、本社を西区みなとみらいの横浜コネクトスクエアへ移転した。

## 沿革
- 1957年（昭和32年）10月 - 株式会社小野測器製作所を設立。
- 1966年（昭和41年）4月 -デジタルトルクメータが昭和40年度日本機械学会製品賞受賞。
- 1980年（昭和55年）
  - 1月 - 株式額面変更のための合併。
  - 4月 - 現社名に変更。
- 1981年（昭和56年））5月 -自動車技術会より第31回自動車技術会浅原技術功労章受章。
- 1983年（昭和58年）8月 - 東京証券取引所2部に上場。
- 1986年（昭和61年）1月 - 東京証券取引所1部へ指定替え。
- 1990年（平成2年）1月 - 横浜市にテクニカルセンター新設。
- 2009年（平成21年）1月 - 神奈川県横浜市港北区新横浜に本社・ソフトウェア開発センターを新設。
- 2015年（平成27年）
  - 2月 - 宇都宮テクニカル＆プロダクトセンターに AT Lab.U2 新設。
  - 4月 - 株式会社 小野測器宇都宮を吸収合併。
- 2024年（令和6年）4月 - 同市西区みなとみらいの横浜コネクトスクエアへ本社を移転。

## 主要事業所

### 国内拠点
- 本社 - 神奈川県横浜市西区みなとみらい（横浜コネクトスクエア）
- 横浜テクニカルセンター - 神奈川県横浜市緑区白山
- 宇都宮テクニカル＆プロダクトセンター - 栃木県宇都宮市西川田南
- 営業所 - 全国10か所

### 海外拠点
- Ono Sokki Technology Inc.
- Ono Sokki (Thailand) Co., Ltd.
- Ono Sokki India Private Ltd.
- Ono Sokki Shanghai Technology Co., Ltd.

## 研究施設
小野測器は自動車業界向けが約７割を占め、計測・制御・試験の分野でニーズに応えるべく、エンジン単体や駆動系、シャシ等各種研究施設を備えている。また、1990年5月に、音響実験室を建設。無響室、半無響室、残響室を設備し、音響･振動試験、研究の場を整えている。
- AT Lab (オートモーティブテスティングラボ) - 横浜テクニカルセンター内に所有。
- AT Lab.U1 - 宇都宮テクニカル＆プロダクトセンター内に所有。
- AT Lab.U2 - 宇都宮テクニカル＆プロダクトセンター内に所有。
- Acoustic Lab (アコースティックスラボ) - 音響実験棟。横浜テクニカルセンター内に所有。

## 関連会社
- オノ エンタープライズ株式会社 - 神奈川県横浜市緑区白山 横浜テクニカルセンター内
- 株式会社Sound One - 神奈川県横浜市緑区白山 横浜テクニカルセンター内

## おもな製品
- 自動車関連計測制御機器
  - 非接触式速度計（通称：小野ビット）
- スペクトラムアナライザ（FFTアナライザ）
- 回転計
- 騒音計
- 振動計
- トルクメータ
- デジタルゲージ